# Ormslev (plaats)
Ormslev is een dorp in de Deense regio Midden-Jutland. Het maakt deel uit van de gemeente Aarhus, en telt 344 inwoners (2017). Het dorp ontstond bij het voormalige station aan de spoorlijn Aarhus - Thorsø. Het voormalige station is nog aanwezig.